# Парламентские выборы в Великобритании (1847)
Парламентские выборы в Великобритании 1847 года прошли с 29 июля по 26 августа и стали четырнадцатыми парламентскими выборами в истории Соединённого королевства Великобритании и Ирландии после Актов об унии 1800 года и пятыми после Великой реформы 1832 года. В ходе выборов были избраны 656 членов Палаты общин, нижней палаты парламента Соединённого Королевства. Формально, победу одержали консерваторы во главе с лордом Стэнли, получив большинство в Палате общин, но раскол в партии между протекционистами и пилитами-фритредерами позволил вигам во главе с премьер-министром лордом Джоном Расселлом сохранить власть.

## Политическая ситуация
В июне 1846 года консервативный премьер-министр Роберт Пиль, сторонник свободной торговли, при поддержке вигов, которые поддерживали фритредерство, отменил хлебные законы, а вместе с ними и заградительные пошлины на иностранное зерно, введённые ещё премьером-тори графом Ливерпулем. Этот шаг Пиля привёл к расколу в Консервативной партии, большая часть которой поддерживала протекционизм, популярный среди английских фермеров и землевладельцев, традиционного электората тори, а затем и консерваторов. Позже в ту же ночь был отклонен законопроект Пиля о принуждении, который должен был расширить полномочия правительства по подавлению недовольства и беспорядков в Ирландии. Против голосовала не только оппозиция, но и часть консерваторов, решивших таким образом отомстить премьеру за отмену хлебных законов. Пиль воспринял это как вотум недоверия и ушёл в отставку. Королева Виктория предложила сформировать правительство влиятельному вигу лорду Расселу и он принял это предложение.
30 июня 1846 года лорд Рассел стал премьер-министром. Одной из главных проблем, с которой столкнулся его кабинет, был Великий голод в Ирландии (1845—1849), с которым Рассел не смог эффективно справиться. Другой проблемой был независимый министр иностранных дел лорд Палмерстон.
По итогам выборов в августе 1847 года консерваторы смогли получить относительное большинство в Палате общин, но раскол в Консервативной партии по поводу хлебных законов привёл к тому, что Пиль и его сторонники предпочли поддержать вигов, не желая видеть консерваторов-протекционистов во главе с лордом Стэнли в правительстве. В результате кабинет Рассела остался у власти, будучи в меньшинстве оказалось в зависимости от голосов депутатов-пилитов и ирландских рипилеров.
Рипилеры, возглавляемые депутатом от Килкенни Джоном О’Коннеллом, почти удвоили своё представительство в парламента по сравнению с предыдущими выборами, а чартисты получили своё единственное в истории место Палате общин, благодаря успеху своего лидера Фергюса О'Коннора, выигравшего второе место от Ноттингема.
На выборах также был избран первый в истории Великобритании депутат-еврей, либерал Лайонел  Ротшильд, избранный в лондонском Сити. Однако члены парламента должны были принести христианскую клятву верности, что означало, что Ротшильд не мог фактически занять своё место до принятия в 1858 году Закона о помощи евреям. Избирательный округ Садбери (Суффолк), который избирал двух членов Палаты общин, на этих выборах был лишён избирательных прав за коррупцию в 1844 году и включён в Западный Суффолк. Это объясняет, почему в Палате общин стало на два места меньше по сравнению с предыдущими выборами, хотя никаких изменений в численности палаты не произошло.

## Результаты
|        |              |                 |           |         |        |         |       |       |
| Партия | Партия       | Лидер           | Кандидаты | Голоса  | Голоса | Голоса  | Места | Места |
| Партия | Партия       | Лидер           | Кандидаты | Голоса  | %      | ± п. п. | Места | ±     |
|        | Консерваторы | Лорд Стэнли     | 422       | 205 481 | 42,59  | ▼ 9,03  | 325   | ▼ 42  |
|        | Виги         | Лорд Расселл    | 393       | 259 311 | 53,75  | ▲ 7,6   | 292   | ▲ 21  |
|        | Рипилеры     | Джон О’Коннелл  | 51        | 14 128  | 2,93   | ▲0,82   | 36    | ▲ 16  |
|        | Чартисты     | Фергюс О'Коннор | 9         | 2 848   | 0,12   | ▲0,47   | 1     | ▲ 1   |
|        | Конфедераты  | Джон Лоулор     | 3         | 661     | 0,14   | новая   | 2     | новая |
|        | Всего        | Всего           | 879       | 482 429 | 100    | ▬       | 656   | ▼ 2   |

### Результаты выборов по регионам
| Партия | Партия       | Великобритания | Великобритания | Великобритания | Великобритания | Великобритания | Великобритания | Великобритания | Англия    | Англия  | Англия | Англия | Англия | Англия | Англия | Шотландия      | Шотландия      | Шотландия      | Шотландия      | Шотландия      | Шотландия      | Шотландия      |
| Партия | Партия       | Кандидаты      | Голоса         | %              | ±              | Места          | ±              | Б/А            | Кандидаты | Голоса  | %      | ±      | Места  | ±      | Б/А    | Кандидаты      | Голоса         | %              | ±              | Места          | ±              | Б/А            |
| ------ | ------------ | -------------- | -------------- | -------------- | -------------- | -------------- | -------------- | -------------- | --------- | ------- | ------ | ------ | ------ | ------ | ------ | -------------- | -------------- | -------------- | -------------- | -------------- | -------------- | -------------- |
|        | Консерваторы | 373            | 194 223        | 43,1           | ▼9,6           | 285            | ▼41            | 180            | 319       | 170 407 | 42,1   | ▼11,0  | 239    | ▼38    | 149    | 23             | 3 509          | 18,3           | ▼20,0          | 20             | ▼2             | 16             |
|        | Виги         | 360            | 253 376        | 56,2           | ▲9,0           | 267            | ▲38            | 125            | 297       | 230 656 | 57,2   | ▲10,4  | 22     | ▲35    | 92     | 48             | 20 092         | 81,78          | ▲20,9          | 33             | ▲2             | 21             |
|        | Чартисты     | 9              | 2848           | 0,6            | ▲0,5           | 1              | ▲1             | 0              | 9         | 2848    | 0,7    | ▲0,6   | 1      | ▲1     | 0      | Не участвовали | Не участвовали | Не участвовали | Не участвовали | Не участвовали | Не участвовали | Не участвовали |
| Всего  | Всего        | 742            | 450 447        | 100            | ▬              | 553            | ▼2             | 305            | 625       | 403 911 | 100    | ▬      | 462    | ▼2     | 241    | 71             | 23 601         | 100            | ▬              | 53             | ▬              | 37             |

| Партия | Партия       | Уэльс          | Уэльс          | Уэльс          | Уэльс          | Уэльс          | Уэльс          | Уэльс          | Ирландия  | Ирландия | Ирландия | Ирландия | Ирландия | Ирландия | Ирландия | Университеты   | Университеты   | Университеты   | Университеты   | Университеты   | Университеты   | Университеты   |
| Партия | Партия       | Кандидаты      | Голоса         | %              | ±              | Места          | ±              | Б/А            | Кандидаты | Голоса   | %        | ±        | Места    | ±        | Б/А      | Кандидаты      | Голоса         | %              | ±              | Места          | ±              | Б/А            |
| ------ | ------------ | -------------- | -------------- | -------------- | -------------- | -------------- | -------------- | -------------- | --------- | -------- | -------- | -------- | -------- | -------- | -------- | -------------- | -------------- | -------------- | -------------- | -------------- | -------------- | -------------- |
|        | Консерваторы | 22             | 11 114         | 89,5           | ▼36,3          | 20             | ▼1             | 15             | 49        | 11 258   | 34,0     | ▼6,1     | 40       | ▲13      | 41       | 9              | 9 193          | 88,2           | н/д            | 6              | ▬              | 0              |
|        | Виги         | 13             | 1394           | 46,8           | ▼36,2          | 12             | ▲1             | 12             | 33        | 5935     | 20,2     | ▼14,9    | 25       | ▼17      | 11       | 2              | 1234           | 11,8           | н/д            | 0              | ▬              | 0              |
|        | Рипилеры     | Не участвовали | Не участвовали | Не участвовали | Не участвовали | Не участвовали | Не участвовали | Не участвовали | 51        | 14 138   | 43,6     | ▲18,8    | 36       | ▲16      | 18       | Не участвовали | Не участвовали | Не участвовали | Не участвовали | Не участвовали | Не участвовали | Не участвовали |
|        | Конфедераты  | Не участвовали | Не участвовали | Не участвовали | Не участвовали | Не участвовали | Не участвовали | Не участвовали | 3         | 629      | 2,0      | новая    | 2        | новая    |          | Не участвовали | Не участвовали | Не участвовали | Не участвовали | Не участвовали | Не участвовали | Не участвовали |
| Всего  | Всего        | 35             | 12 508         | 100            | ▬              | 32             | ▬              | 27             | 137       | 31 982   | 100      | ▬        | 103      | ▬        | 62       | 11             | 10 427         | 100            | ▬              | 6              | ▬              | 0              |

### Комментарии
1. ↑  Включая пилитов и 215 депутатов, избранных безальтернативно.
2. ↑  Включая 136 депутатов, избранных безальтернативно.
3. ↑  Включая 18 депутатов, избранных безальтернативно.
4. 1 2 3  Голосование состоялось только в 291 округе из 658. В 367 округах голосование не проводилось из-за отсутствия альтернативных кандидатов.
5. 1 2 3  Суммарные показатели консерваторов-протекционистов, консерваторов-пилитов и ирландских консерваторов.
6. ↑  Приведённые здесь данные о количестве мест партии вигов включают спикера Палаты общин.
7. 1 2 3  Избирательный округ Садбери, в котором избирались два члена парламента, был лишён права голоса на этих выборах.
8. ↑  Учитывая одного независимого депутата.